# Furio Camillo
Furio Camillo – stacja na linii A metra rzymskiego. Stacja została otwarta w 1980 roku.